# La Pobla de Ferran
La Pobla de Ferran es una entidad de población española del municipio tarraconense de Pasanant, en la comunidad autónoma de Cataluña.

## Geografía
El pueblo o aldea se sitúa encima de un pequeño tozal, al noroeste del término municipal. Un ramal a la carretera T-222 es su principal vía de comunicación.

## Historia
La Pobla de Ferran se funda a cobijo del castillo de Ferran, del que todavía  queda una torre, de planta cuadrada, que se restauró al final de la década de 1970. También se conservan la portalada de la antigua iglesia románica, integrada en un edificio utilizado actualmente como almacén agrícola, y los restos del portal situado cerca del camino que va a Guimerá que indicaron que el casco urbano fue amurallado en alguna época.
A comienzos del siglo XX tenía nueve casas pero a raíz de unos unos hechos trágicos sucedidos en 1928, en los que Josep Marimon, conocido como el Chico de Ca l'Hostaler, mató unas diez personas, entre mujeres y criaturas, el núcleo se fue despoblando progresivamente.
Cerca del término se han encontrado sepulcros de fosa, una cista megalítica en la llanura del bosque de Sala y una piedra megalítica con símbolos solares, este último descubierto por Enric Moreu-Rey.